# 町田咲吉

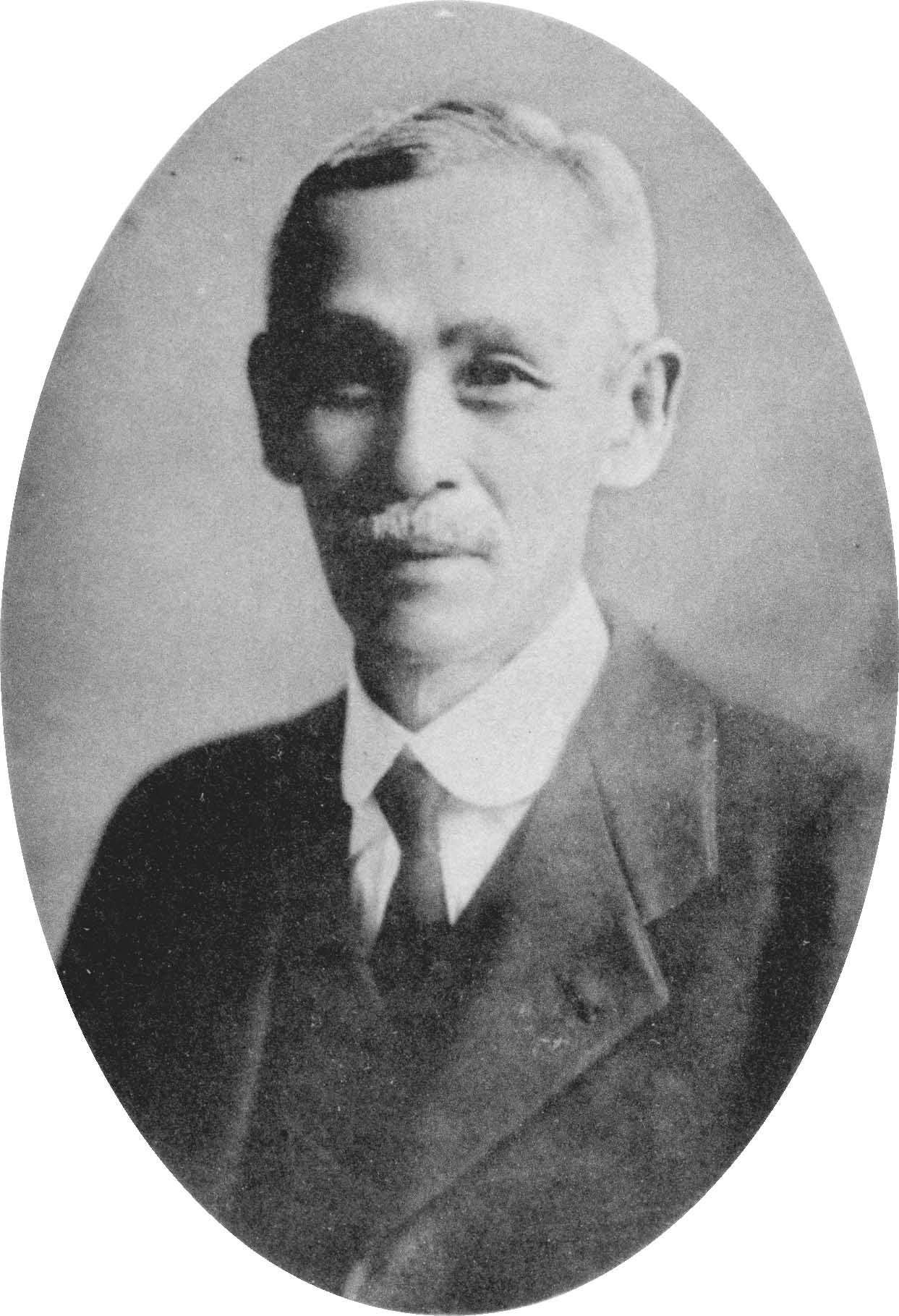
町田咲吉

町田 咲吉（まちだ さききち、明治2年12月2日（1870年1月3日） - 昭和6年（1931年）7月13日）は、日本の農学者。学位は、農学博士。

## 経歴
鹿児島県出身。1892年（明治25年）、帝国大学農科大学を卒業し、助手を務めた。1893年（明治26年）より農事試験場技師を務め、1906年（明治39年）に統監府勧業模範場技師に転じた。1908年（明治41年）より水産製造学研究のためアメリカ合衆国・ドイツに留学した。1910年（明治43年）に帰国してからは、東京帝国大学農科大学（のち農学部）教授となり、1924年（大正13年）から1927年（昭和2年）まで農学部長を務めた。1930年（昭和5年）に退官し、名誉教授の称号を受けた。

## 栄典
- 1919年（大正8年）6月30日 - 従四位[3]

## 親族
- 橋口文蔵 - 妻の父[2]。札幌農学校校長・台北県知事。